# Tribune juive (France)
Pour l’article homonyme, voir Tribune juive.
 (juillet 2023).
Si vous disposez d'ouvrages ou d'articles de référence ou si vous connaissez des sites web de qualité traitant du thème abordé ici, merci de compléter l'article en donnant les références utiles à sa vérifiabilité et en les liant à la section « Notes et références ».
Tribune juive était jusqu'en 2012 un journal mensuel français qui « s'adressait en premier lieu à la communauté juive francophone ». En 2016, il se définit comme un webmagazine « républicain, laïque, admirateur de l’État d’Israël ».

## Historique
Le journal est fondé par le rabbin Jacquot Grunewald qui reprend, en 1965, la direction du mensuel Bulletin de nos communautés d'Alsace et de Lorraine, créé en 1945, et le renomme en 1968 Tribune juive. Il est plus tard[Quand ?] dirigé par Yves Derai puis Jean-Pierre Allali jusqu'en 2003 où le journal disparaît des kiosques.[réf. nécessaire]
En 2004, le titre est racheté à Jacob Abou par Pierre Besnainou, actionnaire majoritaire. Ce dernier s'associe au journaliste Ivan Levaï et lui en confie la direction de la publication et la rédaction en chef au journaliste Yves Azeroual. En trois ans, le journal progresse de 0 à environ 5 000 abonnés et 2 000 ventes en kiosque sous la gestion administrative de Françoise Sampermans, ancienne PDG du Point et de L'Express. La ligne éditoriale juive républicaine du journal attire des annonceurs prestigieux. Avec 8 numéros de 100 pages et 2 numéros de 140 pages par an, il est positionné comme un journal d'opinion avec une rubrique news, une rubrique culture et un agenda. Certains numéros émergent du paysage de la presse française avec des couvertures telles qu'Alain Finkielkraut, Simone Veil, Rachida Dati et Rama Yade, dernier numéro paru sous la direction d'Ivan Levaï.[réf. nécessaire]
En janvier 2008, Pierre Besnainou transfère le titre à son partenaire en affaires immobilières, Michaël Abizdid, proche du parti israélien orthodoxe Shass et qui a dirigé en 2008 la campagne de Joseph Sitruk pour l'élection au poste de grand rabbin de France remportée par le rabbin Gilles Bernheim. 
En septembre 2008, Michaël Abizdid licencie Ivan Levaï et la majorité de son équipe et prend la direction du magazine. Il revoit la présentation du journal en voulant combiner tradition et modernité, en privilégiant l'image et en ajoutant des sujets plus « people » comme en témoignent la une et le sommaire du numéro de janvier 2009. Le journal est d'un plus grand format et devrait publier aujourd'hui[Quand ?] 11 numéros de 180 pages par an.
Le magazine Tribune juive est placé en liquidation judiciaire en mars 2011.
En 2012, le titre est repris par André Mamou qui fut le dernier rédacteur en chef du magazine. Avec Sylvie Bensaïd, rédactrice en chef adjointe, Yves Sroussi, directeur commercial, et Michelle Delinon, secrétaire de rédaction, le site internet tribunejuive.info voit le jour. Avant l’élection présidentielle, Nicolas Sarkozy et François Hollande accordent des interviews au journal. André Darmon, rédacteur en chef d’Israël Magazine, et Line Tubiana rejoignent le journal.[réf. nécessaire]